# Беспартийный блок сотрудничества с правительством
Беспартийный блок сотрудничества с правительством (пол. Bezpartyjny Blok Współpracy z Rządem, BBWR) — организация политической поддержки маршала Юзефа Пилсудского и режима «Санации» в Польше 1927—1935 годов. Формально Блок считался внепартийным и неполитическим, реально представлял собой своеобразную «партию власти», инструмент авторитарного контроля над политической системой Второй Речи Посполитой.

## Блок Коменданта против партийных сделок
Майский переворот 1926 года, возвративший к власти Юзефа Пилсудского, совершался под лозунгами борьбы против «партийства и сеймовладства». Политическая элита 1922—1926 годов, преимущественно из правоконсервативных, обвинялась в коррупционных злоупотреблениях. Партии как таковые рассматривались как клики, преследующие узкогрупповые корыстные интересы, парламент — как структура «распилов» госбюджета. Всему этому Пилсудский и его сторонники противопоставляли идею «подлинной Речи Посполитой», социальной справедливости и солидарности, единения народа с лидером — легендарным Комендантом.

В нынешней Польше, где люди идут на крупные сделки с совестью, судорожно вцепившись в уплывающее министерское кресло, этот гордый, но столь же скромный, простой человек, равнодушный к титулам и почестям, должен импонировать, должен пробуждать симпатию и доверие.

Характерно, что Пилсудский, несмотря на собственное политическое происхождение, демонстративно отверг поддержку Польской социалистической партии (ППС) (не говоря о коммунистах, первоначально поддержавших Майский переворот).

Условия сложились таким образом, что я, смеясь над вами всеми, мог бы не пустить вас в зал национального собрания, но я решил попробовать, можно ли ещё в Польше править без кнута. Не собираюсь оказывать давление, но предостерегаю, что сейм и сенат — это наиболее ненавистные в обществе институты… Я дал гарантию свободного выбора президента и своё слово сдержу, но предупреждаю, не заключайте с кандидатом в президенты партийных договоров… В противном случае я не буду защищать сейм и сенат, когда к власти придет улица… Я объявил войну негодяям, мерзавцам, убийцам и ворам и в этой борьбе не отступлю. У сейма и сената слишком много привилегий, и нужно, чтобы больше прав было у членов правительства. Парламент должен отдохнуть. Позвольте членам правительства отвечать за то, что они делают. Пусть президент формирует правительство, но без давления партий.

Юзеф Пилсудский на встрече с депутатами сейма от ППС, 29 мая 1926

Опорой Пилсудского являлась группа старых соратников, прошедших боевые дружины ППС, Первую бригаду Польских легионов и Польскую военную организацию. Наиболее видными её представителями были Валерий Славек, Александр Пристор, Юзеф Бек, Бронислав Перацкий, Енджей Морачевский, Раймунд Яворовский. Все они имели общее социалистическое и военно-террористическое происхождение. Кроме того, их объединяла фанатичная преданность лидеру, олицетворявшему общую борьбу и победу — завоевание независимости Польши. Эта группа обладала чертами неформальной тайной организации кланово-мафиозного типа.
Беспартийный блок сотрудничества с правительством был учреждён в ноябре 1927 года по инициативе Славека, выполнявшего поручение Пилсудского. Первоначально основу Блока составили сравнительно небольшие партии, как правило левого и левоцентристского толка, а также организации национальных меньшинств. Тем самым отсекались и изолировались основные структуры «партийства»: левая ППС, правоконсервативная эндеция, крестьянские и клерикально-католические партии — хотя отдельные их представители примкнули к Блоку. Впоследствии организационный и кадровый костяк рекрутировался из госаппарата и общественных организаций, поддерживавших Пилсудского.

## Программные установки, политические шаги, внутренняя структура

### Основные политические принципы
Блок целенаправленно формировался из носителей различных и трудносовместимых политических взглядов. Он объединялся исключительно поддержкой правящего режима и лично Юзефа Пилсудского. Программа, оглашённая 19 января 1928 года, базировалась на следующих тезисах:
- всемерная поддержка маршала Пилсудского, доходящая до политического культа

- конституционная реформа, ограничивающая полномочия сейма и усиливающая президентскую власть (главой государства формально являлся ветеран ППС Игнацы Мосцицкий, полностью подконтрольный Пилсудскому)

- ограничение роли политических партий

- солидаристские тенденции в социально-экономической политике.

### Организационная система
Структура Беспартийного блока включала:
- Большой совет — руководящий орган организации

- актив из государственных служащих, проводивших политику Пилсудского на всех уровнях администрации

- низовые структуры рабочих комитетов, проводивших политику режима на уровне первичных территориальных и производственных единиц

- парламентские депутатские клубы

### Политические группировки Блока
В Беспартийном блоке сотрудничества с правительством оформилось несколько влиятельных течений:
- доминирующая «группа полковников» — ближайшее окружение Пилсудского во главе со Славеком (к ней принадлежали также Пристор, Бек, Перацкий, Адам Коц, Леон Козловский) — усиливала авторитарные начала режима, но сохраняла при этом социальный уклон политики и интересовалась корпоративистским опытом Муссолини

- либеральная группа Казимежа Бартеля старалась по возможности придерживаться правовых принципов демократической конституции 1921 года

- консервативная группа князя Радзвилла лоббировала интересы буржуазно-землевладельческой элиты

- социалистическая группа Яворовского и Морачевского («Социалисты Беспартийного блока», BBS), представлявшая в Блоке партию ППС-Прежняя революционная фракция и Центральное объединение классовых профсоюзов (впоследствии также Союз профессиональных союзов), выражала популистские традиции времён боевых дружин

Из этого перечисления можно заключить, что BBWR удавалось консолидировать различные — вплоть до противоположных — политические и социальные силы.
В то же время всё больший удельный вес оставался за т. н. «четвёртой бригадой», «конъюнктурщиками» — примкнувшими к правящим кругам в поисках высокого статуса и материальных благ.

### Сближение с капиталом и землевладением
Первоначально в идеологии Беспартийного блока просматривались леворадикальные мотивы, отражавшие политическое происхождение его создателей. Однако они быстро приглушались. Главным политическим противником пилсудчиков оставалась правая эндеция, но Пилсудский делал шаги навстречу консервативной буржуазной и землевладельческой элите.
Финансово-промышленные и земельные магнаты были заинтересованы в социально-политической стабильности и сильной авторитарной власти. Символическое примирение произошло на встрече в Несвижском замке 25 октября 1926 года. Объединение крупного капитала Lewiatan и Союз землевладельцев (ZZ) примирились с режимом Пилсудского и пошли с ним на сотрудничество. Князь Януш Францишек Радзивилл, политический представитель титулованной аристократии, стал видным деятелем Беспартийного блока.

### Выборы 1928 и усиление «полковников»
Первые годы «Санации» пришлись на экономический подъём, который большая часть польского общества относила в заслугу Пилсудскому. Мартовские выборы 1928 года принесли Блоку относительный успех (130 мандатов в сейме из 444, 46 мест в сенате из 111), но не позволили создать парламентское большинство. Председателем сейма был избран оппозиционный лидер ППС Игнацы Дашинский.
Правительство сформировал представитель Блока профессор Казимеж Бартель. Уже в апреле 1929 года его сменил Казимеж Свитальский, член «полковничьей группы» Славека. Менее чем через год, в марте 1930 премьер-министром был назначен Славек. Эти изменения отражали всё большую авторитаризацию режима и концентрацию власти в руках «полковничьей группы», особо тесно связанной с Пилсудским.

## Политические конфликты и экономические трудности. Ужесточение режима
Назначение главой правительства жёсткого политика Славека вызвало отпор оппозиции. Несколько оппозиционных партий — ППС, христианские демократы, крестьянская партия, национальная рабочая партия — объединились в коалицию Центролев. Оппозиция заявила о намерении вести борьбу с правящим режимом «вплоть до того, как будет устранена диктатура, вплоть до возвращения уважения к закону».
29 июня 1930 в Кракове состоялась массовая антиправительственная демонстрация. Власти ответили репрессиями. 25 августа 1930 года правительство возглавил лично Пилсудский. 9 сентября был распущен сейм и произведены аресты лидеров Центролева. Оппозиционных политиков заключили в Брестскую крепость, где подвергли физическому воздействию.
Декабрьские выборы 1930 получили название «Брестских». В условиях жёсткого подавления оппозиции Беспартийный блок получил абсолютное большинство в обеих палатах парламента: 249 мест в сейме и 75 в сенате. Правительство вновь возглавил Славек, вскоре заменённый Александром Пристором, затем Леоном Козловским.
К тому времени Польшу серьёзно затронул мировой экономический кризис. Правительство расширяло госсектор, мобилизовывало средства на организацию общественных работ. Для усиления конкурентоспособности национального производства удлинялась рабочая неделя, урезались социальные выплаты. В то же время, исходя из солидаристских идеологических принципов, власти увеличили налоги на крупное имущество, урезали оклады чиновников, запретили локауты и понижение зарплаты рабочих.
При этом последовательно ужесточался политический режим. Устанавливался государственный контроль над вузами и школами, ограничивались возможности политических объединений и собраний. По приказу Пилсудского велась кампания «пацификации», призванная подавить украинское национальное движение в Галиции. Политическая жизнь постепенно монополизировалась Беспартийным блоком. В обществе насаждалась атмосфера нетерпимости и ожесточения, культ вождя, государства и военной силы. Принадлежность к оппозиции фактически стало приравниваться к национальной измене.
Блокирование легальной оппозиции вывело на первый план террористическое сопротивление ОУН. 15 июня 1934 года бандеровский боевик Григорий Мацейко застрелил министра внутренних дел Перацкого. Власти ответили новой волной репрессий и созданием концлагеря Берёзе-Картузской.

## Конституирование авторитаризма. Кончина маршала и упразднение Блока
23 апреля 1935 года вступила в действие новая авторитарная конституция, закрепившая господство элиты — т. н. «легиона заслуженных» — расширившая полномочия президента и сената, фактически отменившая политические свободы, резко сузившая гражданские и социальные права. Документ откровенно составлялся под единоличную диктатуру Первого маршала и отводил Беспартийному блоку роль его политического орудия.
Ситуацию резко изменила кончина Юзефа Пилсудского 12 мая 1935. 30 октября 1935 Беспартийный блок сотрудничества с правительством был распущен распоряжением Славека. Однако политические технологии BBWR использовались при создании Лагеря национального объединения — политической структуры авторитарно-милитаристского режима 1937—1939 годов.
Беспартийный блок сотрудничества с правительством во Второй Речи Посполитой — типичный пример «общенационального фронта», ориентированного на поддержку правящей группы, претендующей на монопольную власть. Польская особенность состояла в быстрой эволюции BBWR от популистской структуры к элитарно-бюрократической организации.

## Попытка ремейка в 1990-е
В середине 1993 года президент Польши Лех Валенса учредил Беспартийный блок поддержки реформ — Bezpartyjny Blok Wspierania Reform, BBWR. При этом имела место сознательная реминисценция, создание ассоциаций между двумя BBWR и соответственно — между Валенсой и Пилсудским. Однако Блок Валенсы получил скромную поддержку на выборах — всего 5,41 % голосов. Формально организация существовала до 1997 года.